# Imelda terpna
Imelda terpna är en fjärilsart som beskrevs av Hans Ferdinand Emil Julius Stichel 1910. Imelda terpna ingår i släktet Imelda och familjen Riodinidae. Inga underarter finns listade i Catalogue of Life.